# Oftalmoskopija
Oftalmoskopija je oftalmoskopski pregled koji se zasniva na vizuelnom pregledu spoljašnjih i unutrašnjih struktura oka pod uvećanjem, kao i procenu kvaliteta crvenog odraza oka. Danas je ona jedna od najvažnijih osnovnih pregleda, koji se radi kod svakog pacijenta. Ne postoje kontraindikacije za izvođenje ove vrste pregleda u kliničkoj praksi.

## Istorija
Fizičke osnove današnje oftalmoskopije postavio je nemački lekar, fizičar i istraživač, Herman fon Helmholc 1851. godine, u čijem je oftalmoskopu svetlosni izvor stajao sa strane tako da se svetlost pomoću kose staklene ploče usmeravala u oko i padala na mrežnjaču. Svetlost se potom odbijala od mrežnjače i dolazila u oko promatrača. Ovaj princip fon Helmholca je vremenom postao osnovni princip svih kasnijih konstrusanih, modernijih modela oftalmoskopa.
Sa usavršavanjem tehnologija u oftalmoskopu su se dodavala sočiva razne jačine koja su se rotacijom menjala i omogućavala korekciju oka pacijenta i promatrača a svetlosni izvor se počeo ugrađivati u sam oftalmoskop.

## Značaj
Oftalmoskopija oftalmologu ili okulisti da detaljno pregledasve strukture oka, naročito unutrašnjih — krvnih sudova mrežnjaĉe, i optičkog diska, što je i glavni cilj tokom izvođenja oftalmoskopije.
Ukoliko se uoče nepravilnosti u prikazivanju unutrašnjih struktura, zahvaljujući oftalmoskopiji može se posumnjati na bolest oka.

## Princip izvođenja
Princip izvođenja oftalmoskopije zasniva se na svetlosti koja iz beskonačnosti ulazi u oko kroz zenicu i fokusira se na mrežnjači (retini), ukoliko je emetropno oko. Svetlost reflektovana od retine se ponaša na isti naĉin, kao kada bi izvor svetlosti postavljen na mrežnjaču, na isti naĉin svetlo usmeravao van oka.

### Oftalmoskopija prednjeg segmenta oka
Oftalmoskopijom se mogu pregledati i skoro sve anatomske strukture oka. Za pregled prednjeg segmenta postavlja se prelomna jačina oftalmoskopa na oko +15 Dsph, i postavlja najšira apertura na oftalmoskopu (da bi slika bila što veća i jasnija).
Detaljnim posmatranjem treba pregledati svaku strukturu pojedinačno. 
- Prvo se pregledaju očni kapci, na kojima se uočavaju eventualne promene u boji (posebno crvene i smeđe), da li su prisutne izrasline, kraste, gubitak ili nepravilnost trepavica.
- Zatim se pregledava vežnjača i beonjače. Isto važi kao i za kapke ali se u ovaom aktu pregleda traži od pacijenta da gleda u svih devet dijagnostičkih pravaca. Povučavanjem kapka prati se i vežnjača i uočava eventualna pojava nekih nepravilnosti.
- Nakon toga pregledava se rožnjača, dužica i zenica. Pregledom rožnjače kontroliše se njena prozirnost i pojava zamućenja krvnih sudova. Dužica ne bi trebala da ima nepravilnosti u boji kao ni u teksturi. Kod pregleda zenice, prati se njen oblik, veličina i reakciju na svetlost. Gledanjem kroz zenicu, gledam se u očno sočivo koje se nalazi odmah iza dužice.

### Oftalmoskopija zadnjeg segmenta oka i glave (papile) vidnog živca
Pregled zadnjeg segmenta oka, ili očnog dna zahteva tokom pregleda sistematičnost. Tokom pregleda od pacijenta se zahteva da gleda u svih devet dijagnostiĉkih pravaca koji se koriste za pregled periferije. Pri tome ispitivač koristi papilu (glavu) očnog živca kao orijentacionu taĉku (koja se uočava odmah i na 15 stepeni temporalno od vidne osovine. 
Pregled krvnih sudova
Kako se svi krvni sudovi na očnom dnu račvaju iz papile, oni se mogu pratiti počev od nje. Posebna pažnja tokom pregleda krvnih sudova posvećuje se, njihovoj vijugavosti (tortuozitet), odnosu A/V (arterija/vena) i njihovom ukrštanju. Kod urednog nalaza, odnos A/V trebalo bi da bude 2:3.
Pregled staklastog tela sudovnjače i mrežnjače
Potom se pregleda staklasto telo, sudovnjača i mrežnjača. Prilikom pregleda staklastog tela obraća se pažnja na prisustvo, oblik, pokretljivost, boju i količinu opacit.
Za pregled makule, od pacijenta se zahteva da gleda direktno u svetlost. Kod mlađih pacijenata i zdravih očiju, izraženiji je žuti refleks, koji zapravo predstavlja fovealni refleks, u odnosu na žuti refleks kod starijih pacijenata.
Pregled glave (papile) vidnog živca
Račva vidnog živca predstavlja ulaznu i izlaznu tačku za sva nervna vlakna i krvne sudove retine. Optički živac je sastavni deo mozga. Pregledom ovog segmenta oka, mogu se otkriti po život opasna oboljenja. Papila vidnog živca je blago ovalna, prosečne površine 2 – 4 mm. Veličina često varira pri pregledu zbog postojeće refraktivne greške. C/D odnos je u vezi sa veličinom papile. Tokom pregleda detaljno treba obratiti pačnju i na ovo: 
- veličina, oblik,
- ivice, neuroretinalni obod (boja, širina),
- C/D odnos (dubina ekskavacije, vidljivost lamine kribroze),
- druge znake poput klinastih krvarenja.[6]

Obavezno treba pregledati ivice diska, da li su promene izražene, da li je zahvaćen ceo disk ili samo jedan deo. Ukoliko se javlja bledilo, može se ukazati
na oštećenje nervnog tkiva, atrofiju ili poremećaj u vaskularizaciji. ISNT pravilo glasi: Debljina neuroretinalnog oboda najveća je dole, gore, nazalno, temporalno.
Odnos C/D – veličine ekskavacije i papile izražava se kao decimalna vrednost, vertikalna i horizontalna. Ivica ekskavacije mora se proceniti na osnovu zavijanja krvnih sudova a ne na osnovu boje. Prosečna veliĉina odnosa je do 0.5, veći odnos smatra se abnormalnim, obično kod pacijenata koji imaju glaukom. Ekskavacija ima tri dimenzije – visinu, širinu i dubinu. Procena se može izvršiti pomoću paralakse, vidljivosti lamine kribroze te fokusa na oftalmoskopu.
Glavni razlog merenja C/D odnosa je rizikovanje od glaukoma, jer ukoliko se odnos povećava tokom vremena povećava se i mogućnost postojanja ove bolesti.

## Direktna oftalmoskopija
Pregled direktnim oftalmoskopom služi za uočavanje detalja kao što su mikroaneurizme, tvrdi lipidni eksudati, ali sam edem se teško uočava jer se fundus (očno dno) posmatra monokularno i na taj način izostaje trodimenzionalna slika. Detalji fundusa zapažaju se kada se ispitivač približi na svega 1-2 cm od ispitanika. 
Uvećanje slike u direktnoj oftalmoskopiji iznosi oko 14 puta što je posebno značajno kod detaljnijih analiza makularnog područja. 
Ovom metodom početni edem rožnjače se može registrovati samo kao alteracija fovealnih refleksa. 
Indikacije za ovu metodu su: 
- rutinski skrining promena na zadnjem polu, zbog čega je indiciran kod svake posete oftalmologu,
- procena venskih i arterijskih pulsacija, kalibra arterijskog svetlosnog refleksa,
- procena sitnih mikroaneurizama,
- procena neprozirnosti medija,
- procena ekskavacije optičkog diska kad je midrijaza kontraindikovana,
- olakšavanje procene dubine, pregledom linearnom aperturom.

## Indirektna oftalmoskopija
Indirektna oftalmoskopija se zasniva se na pregledu fundusa (očnog dna) u indirektnoj slici na biomkroskopu odnosno špalt lampi, bezkontaktno, korištenjem lupe od 90 ili 68D ili kontaktnom metodom uz pomoć panfundoskopa ili Goldmanovog stakla sa tri ogledala. Značajna je za preglede dece i odojčadi kod prematurne retinopatije pregleda kod ablacije mreţnjače, dijabetičara i sl. 
Oftalmoskopija u obrnutoj slici je vremenom postala nezamenljivi deo pregleda zadnjeg segmenta oka jer pored stereoskopske slike daje na uvid široko područje mrežnnjače i omogućava da se uz indentaciju pregleda krajnja periferija mrežnjače, baza staklastog tela do zupčaste linije.
Značajna za ovu vrstu pregleda je to da je on idealna za preglede dece i odojčadi kod prematurne retinopatije pregleda kod ablacije mrežnjače, dijabetičara i sl. Takođe kod oftalmologa koji žele raditi vitreoretinalnu hirurgiju indirektna oftalmoskopija ima prvorazredni značaj.
Procena edema makule ovom metodom zavisi od vešine i iskustva lekara, od saradnje pacijenta, mogućnosti za postizanje midrijaze, stepena zamućenja medija i samog tipa edema makule. Ovom metodom se može u trodimenzionoj slici videti edem makule njegovu lokalizacija, rasprostranjenost (fokalni ili difuzni), izraženost. 
Iako se ovom metodom se može uočiti postojanje mikroaneurizmi, hemoragija, tvrdih i mekih eksudata, kao i postojanje epiretinalne membrane -ERM, ona je insuficijentna u otkrivnju početnog edema, mada se smatra da je moguče uočiti edem tek kada je zadebljanje retine odnosno makule 1,6 x u odnosu na
normalnu debljinu.
Indirektna oftalmoskopija je takođe teško proceniti odnos retine i vitreusa odnosno zadnje hialoidee. Sve manjkavosti ove metoda upotpunila je metoda optičke koherentne tomografije (OCT).

## Literatura
- Jackson, Myles W (2006). Harmonious Triads: Physicists, Musicians, and Instrument Makers in Nineteenth-Century Germany. MIT Press..
- David B. Elliott.: Clinical Procedures in Primary Eye Care (2007.)
- Prof. Dr. S. Barišić: Optometrija I, Optometrija II (Skripte i beleške sa predavanja PMF Novi Sad)
- S. Biga, M. Blagojević, D. Cvetković, O. Litričin: Oftalmologija (Medicinska knjiga, Beograd,2009.)

## Spoljašnje veze
- Galerija oftalmoskopa kroz istoriju na:phisick.com Архивирано на веб-сајту  (8. новембар 2018)

|  | Molimo Vas, obratite pažnju na važno upozorenje u vezi sa temama iz oblasti medicine (zdravlja). |